# Europagebäude

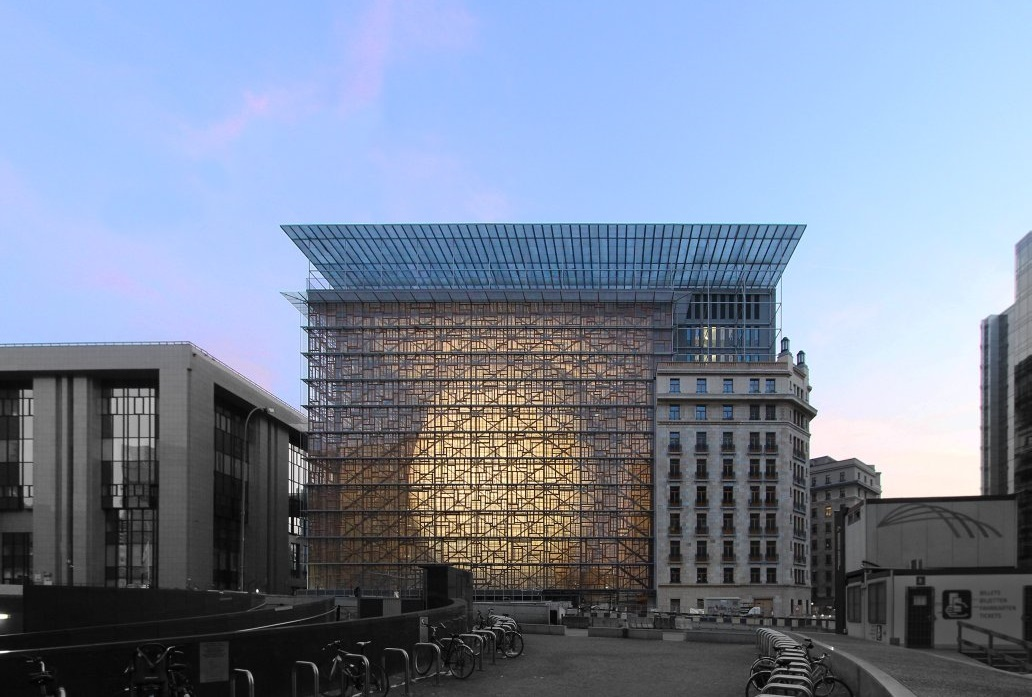
Das Europagebäude

Das Europagebäude in Brüssel ist Sitz des Rats der Europäischen Union.
Im Europagebäude finden daneben die Tagungen des Europäischen Rates statt. Nachdem der Europäische Rat im Dezember 2000 beschlossen hatte, seine Treffen künftig in Brüssel abzuhalten, sowie in Reaktion auf die bisherigen Erweiterungen der EU und im Vorgriff auf zukünftige Erweiterungen soll dieses Bauwerk den notwendigen Platz bieten. Am 16. Januar 2017 tagte zum ersten Mal der Rat (in diesem Fall der Rat für Auswärtige Angelegenheiten) im neuen Gebäude. Tagungen des Europäischen Rates fanden bis dahin im Nachbargebäude, dem Justus-Lipsius-Gebäude statt. Zusammen mit dem Lex-Gebäude bilden die drei Bauwerke ein zusammenhängendes Gebäudeensemble. Ihnen gegenüber liegen das Berlaymont und das Charlemagne, die von der Kommission genutzt werden.

## Entstehungsgeschichte

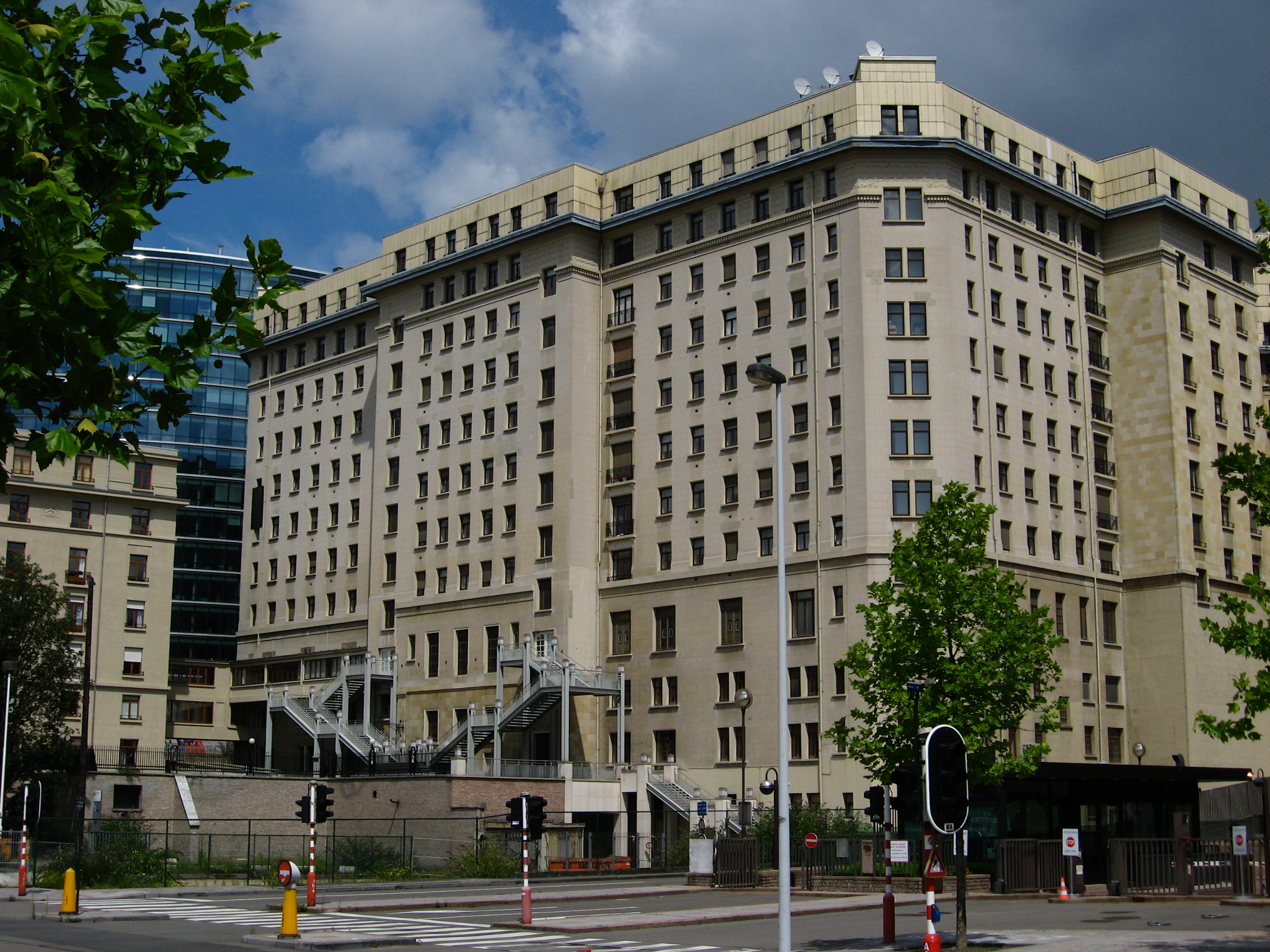
Der Résidence Palace, Block B von der Chaussée d’Etterbeek aus gesehen

Auf Vorschlag der belgischen Regierung im Juni 2002 und mit Zustimmung des Europäischen Rates im März 2004 wird der Block A des neben dem Justus-Lipsius-Gebäude liegenden Résidence Palace, welches teilweise unter Denkmalschutz steht, für den Europäischen Rat neu errichtet. Als Gewinner des Architekten- und Projektwettbewerbs wurden am 2. September 2005 das Architekten- und Ingenieurteam Philippe Samyn and Partners (architects & engineers, Lead and Design Partner) zusammen mit Studio Valle Progettazioni (Architekten) und Büro Happold (Ingenieure) ausgewählt. Der belgische Staat soll dem Rat das Grundstück und das
ursprüngliche Gebäude für den symbolischen Betrag von einem Euro überlassen haben. Das Projektbudget des Rates ist auf 240 Mio. EUR im Januar 2004 festgesetzt worden. In Preisen von Juni 2016 entspricht dies 321 Mio. EUR. Eine gerundete Kostenschätzung in Preisen von März 2013 hatte im Jahr 2013 etwa 301 Mio. EUR genannt.

## Geplante Nutzung
Das Projekt umfasst drei Konferenzsäle mit Dolmetscherkabinen, fünf weitere Sitzungssäle, Arbeitsräume für den Präsidenten des Europäischen Rates, die Ratsvorsitze, die Delegationen der Mitgliedstaaten der Europäischen Union sowie Arbeitsräume für die Presse.
In dem Gebäude gibt es auch zusätzlich Restaurant- und Empfangsräume.
Das Pressezentrum verbleibt weiterhin in seinen derzeitigen Räumlichkeiten im Justus-Lipsius-Gebäude. Im Europagebäude werden jedoch zusätzliche Presseeinrichtungen zur Verfügung gestellt. Das Europagebäude und das Justus-Lipsius-Gebäude werden mit zwei Fußgängerbrücken miteinander verbunden.
Jeder Teil des Gebäudes dient unterschiedlichen Zwecken, wobei im historischen Teil des Résidence Palace die etwa 250 Büros der führenden Vertreter der EU-Organe, der Delegationen der Mitgliedstaaten und des Sekretariats untergebracht sind und in dem neuen vasenförmigen Raum sich die Konferenzräume, ein Pressesaal, Restaurants und eine Cafeteria befinden.

## Charakteristika
Die Außenseite der neuen Nord-Ostfassade besteht aus wiederverwerteten alten Holzfensterrahmen aus verschiedenen europäischen Ländern, als Zeichen nachhaltigen Bauens und zur Manifestierung der kulturellen Vielfalt der Union. Ferner ist auf dem Dach eine Photovoltaikanlage installiert. Das gesamte Regenwasser wird aufgefangen und genutzt. Des Weiteren wird unterhalb des Gebäudes eine neue Bahnlinie gebaut und der Umsteigebahnhof Brüssel-Schuman vergrößert und grundlegend umgebaut.

## Baufortschritt
Die Bauarbeiten haben nach Erteilung der Baugenehmigung 2008 mit der Asbestsanierung und dem Abriss der Anbauten aus den sechziger Jahren am Résidence Palace begonnen. Diese erste Bauphase zur Errichtung der Infrastruktur, in der auch die Fundamente des Gebäudes gelegt wurden, war im Juli 2011 abgeschlossen. 2012 bis 2014 wurde die Trägerstruktur errichtet. Das Gebäude sollte in der ersten Hälfte des Jahres 2016 von den belgischen Behörden an das Generalsekretariat des Rates übergeben werden. Ab diesem Zeitpunkt wollte das Generalsekretariat damit beginnen, es für den Einzug fertigzustellen (einschließlich Möblierung, technischer Ausstattung usw.). Das Europagebäude sollte Ende 2016 bezugsbereit sein. Am 10. Dezember wurden angemeldete Besucher durch das Gebäude geführt. Am 16. Januar 2017 tagte schließlich als erste Ratsformation der Rat Auswärtige Angelegenheiten im Europagebäude.

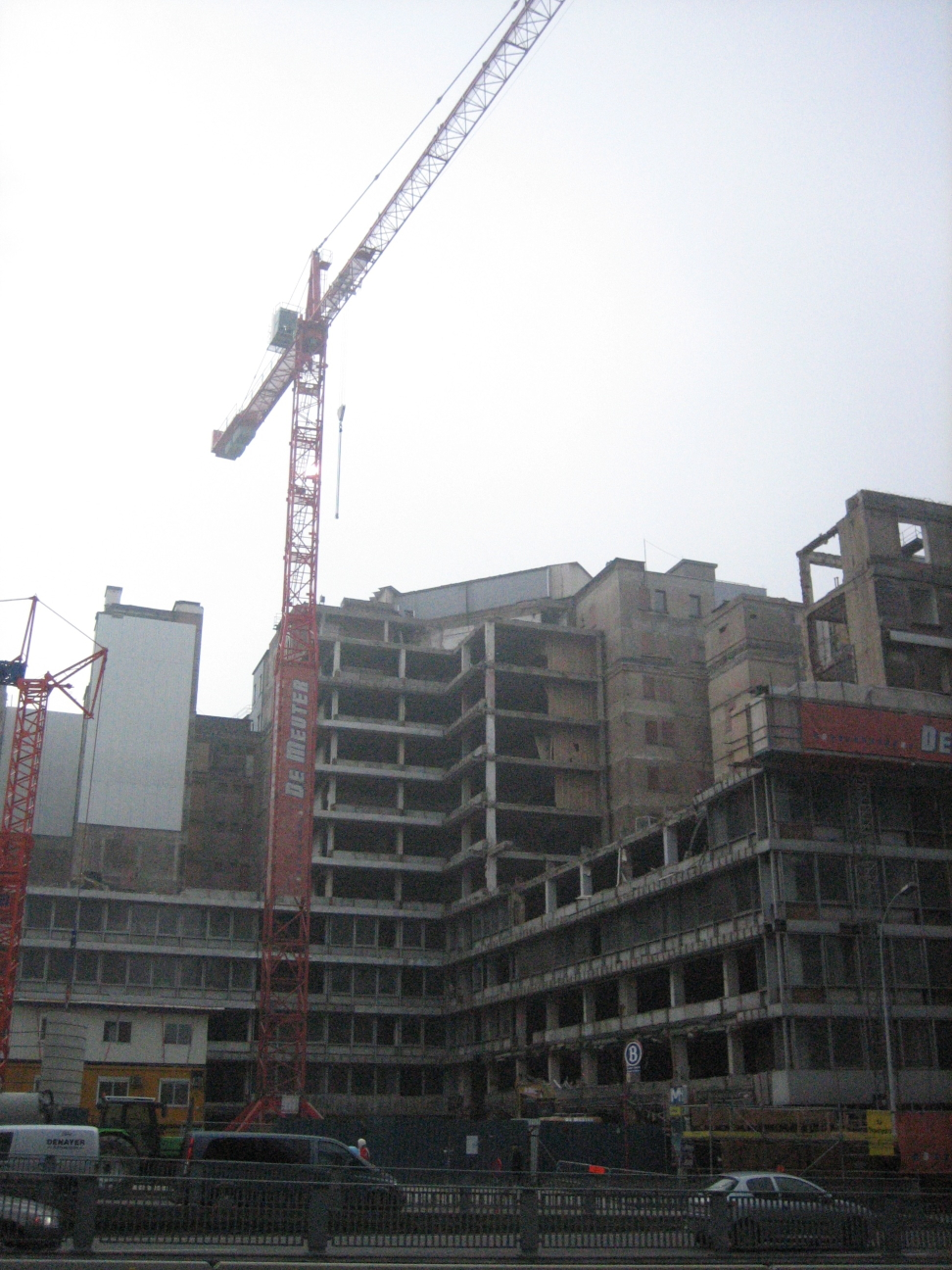
Im Bau befindliches Europagebäude 2009
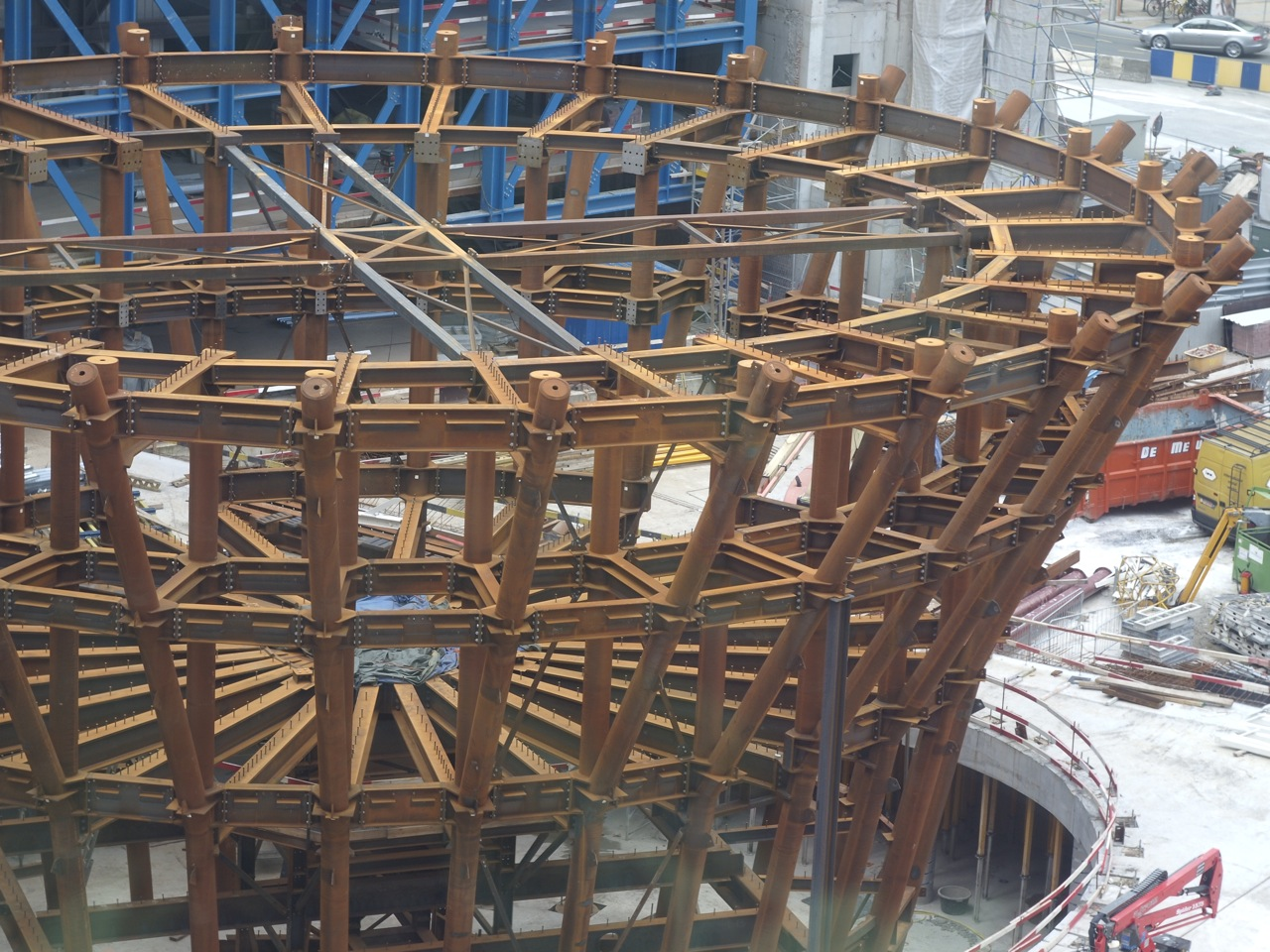
Detailansicht der zentralen Stahlkonstruktion vom Justus-Lipsius-Gebäude aus gesehen. Baufortschritt im August 2012.
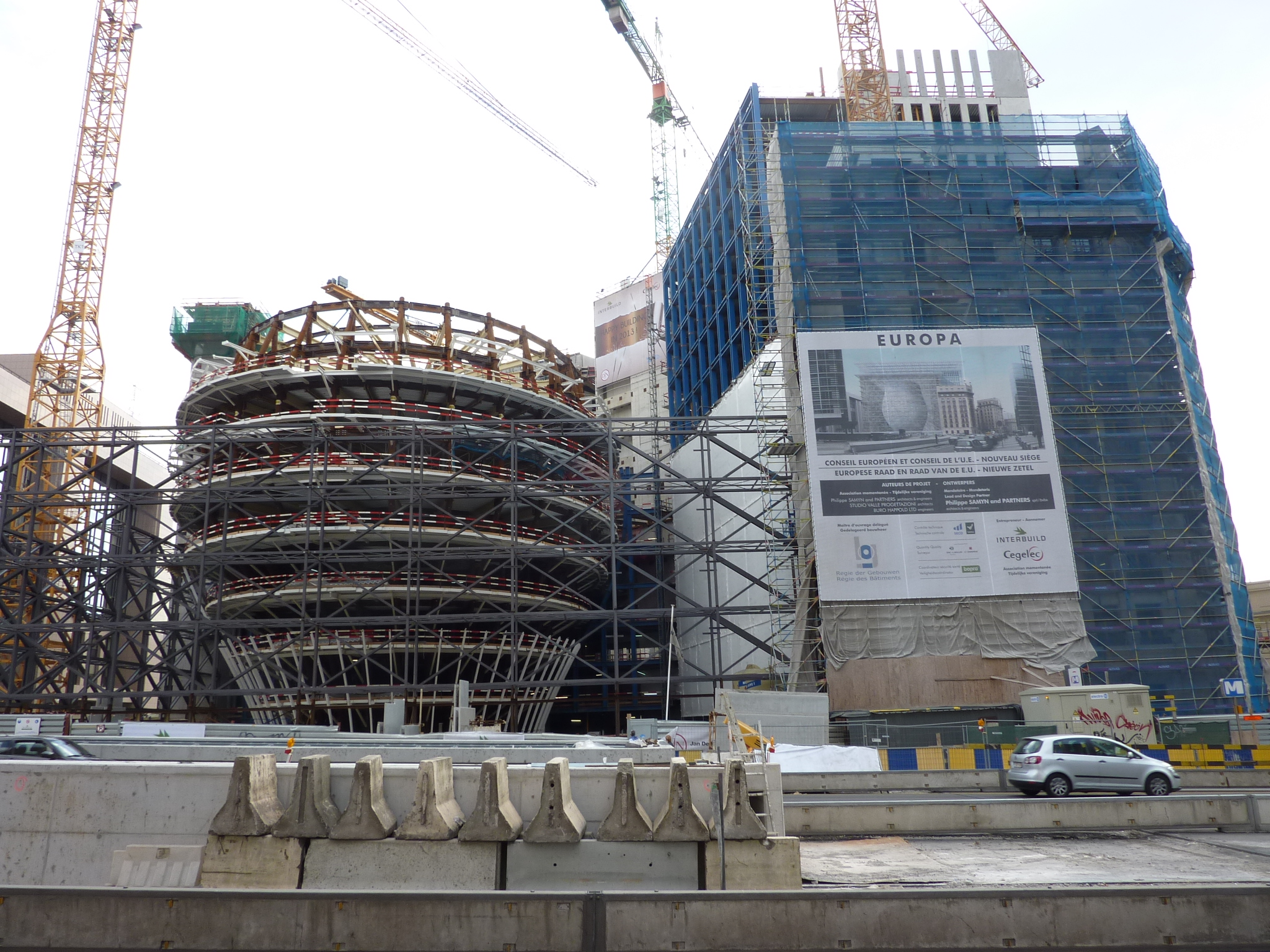
Das Europagebäude im Mai 2013
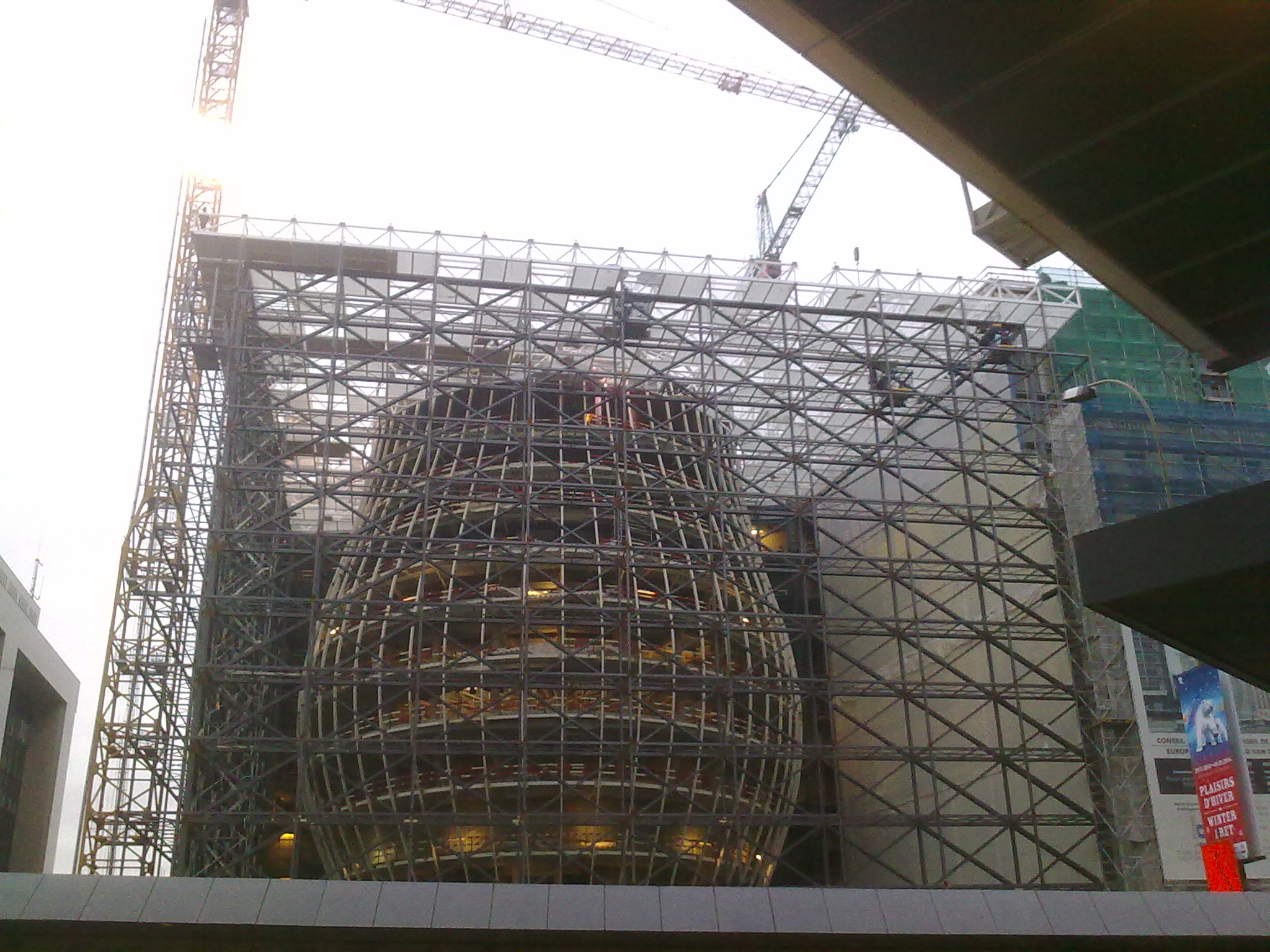
Das Europagebäude mit zentraler Struktur im November 2013
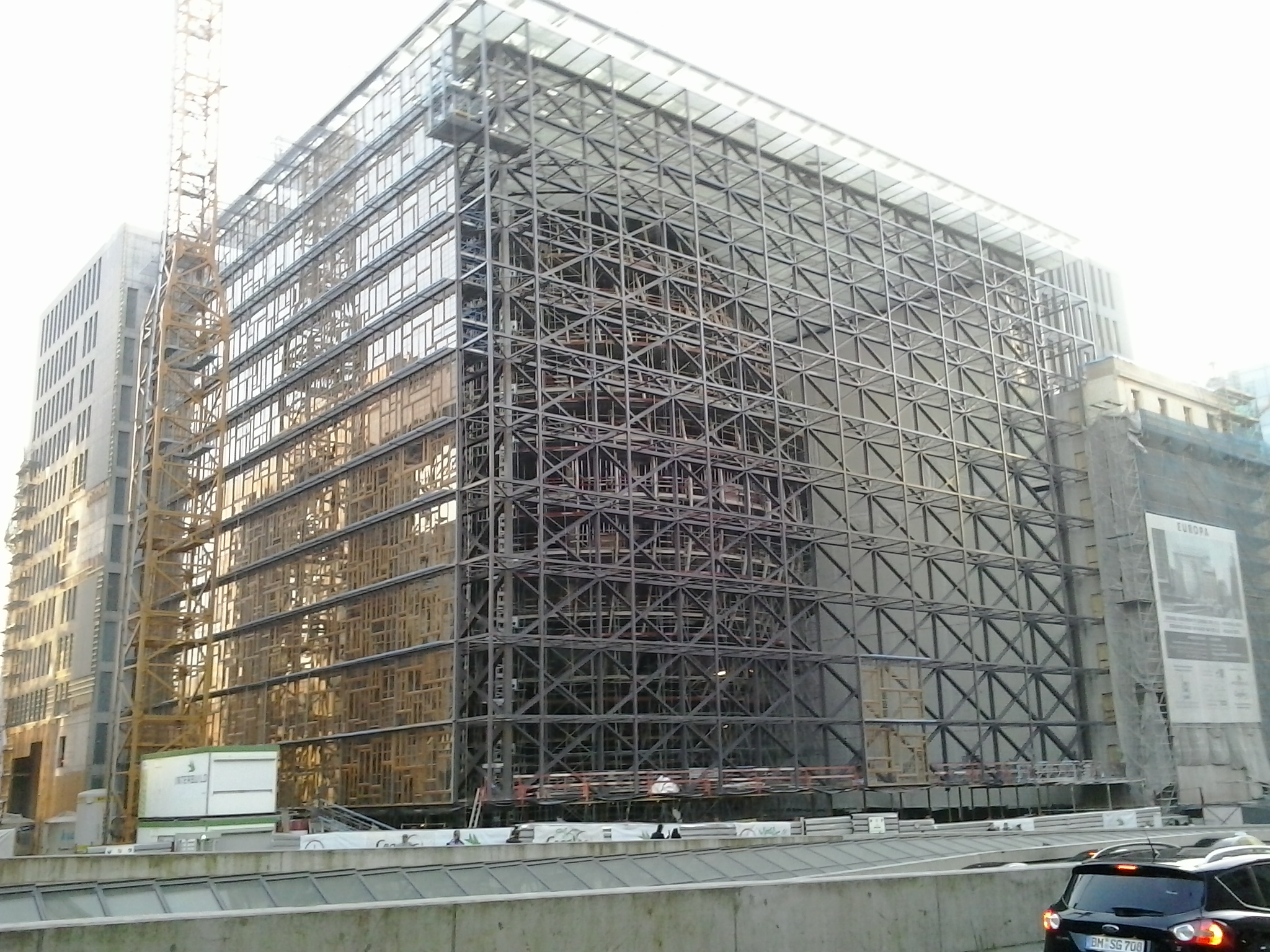
Bau der äußeren Struktur im März 2014.
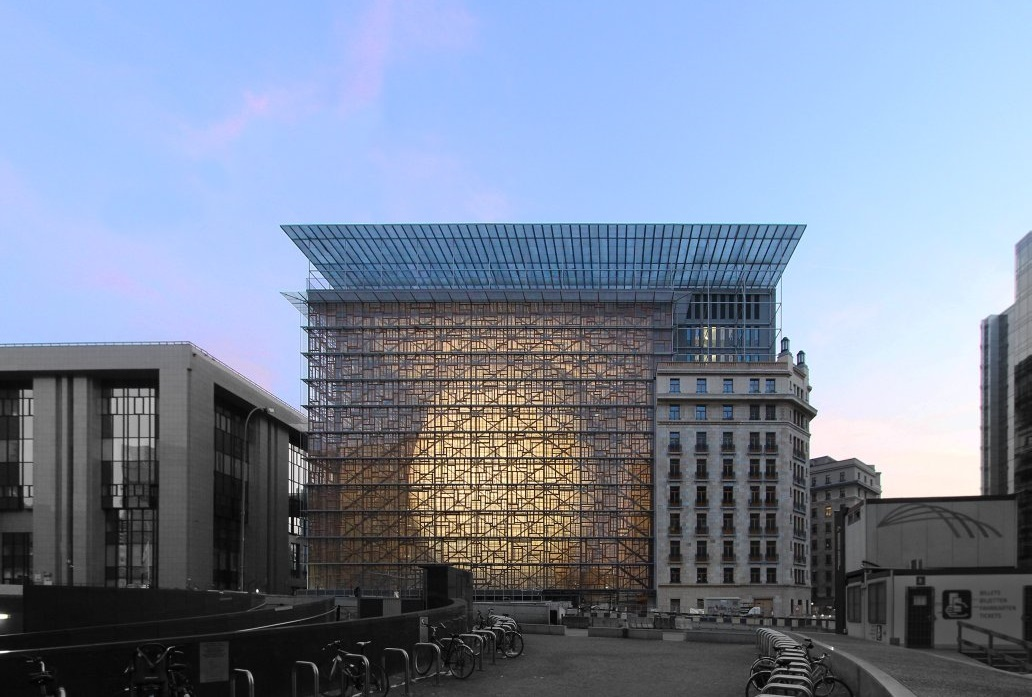
Im Februar 2016

## Weitere Gebäude im europäischen Viertel
- Justus-Lipsius-Gebäude
- Lex-Gebäude
- Charlemagne-Gebäude
- Triangle Building
- Berlaymont-Gebäude